# The Student Prince in Old Heidelberg
The Student Prince in Old Heidelberg is een Amerikaanse stomme film uit 1927 onder regie van Ernst Lubitsch. Destijds werd de film uitgebracht onder de titel De Prins-student van Heidelberg. Het is niet zeker of The Student Prince in Old Heidelberg de officiële titel is, omdat de film ook regelmatig In Old Heidelberg of The Student Prince werd genoemd.

## Verhaal
Kroonprins Karl Heinrich heeft een hekel aan zijn leven in de hoge kringen en droomt ervan een eenvoudige man te zijn die kan sporten en bier drinken wanneer hij wil. Omdat hij weinig vrijheid heeft, is hij zeer ongelukkig. Dokter Jüttner, een oude mentor, nodigt hem op een dag uit. Karl houdt ervan tijd met hem door te brengen, omdat hij dan zijn functie vergeet. De vriendelijke dokter merkt hoe Karl zich voelt en regelt voor hem een studie aan de universiteit van Heidelberg. Bij een herberg waar veel studenten overnachten ontmoet hij Kathi, een barmeid en dochter van de eigenaar.
Ze worden onmiddellijk op elkaar verliefd en voor het eerst in zijn leven voelt Karl zich gelukkig. Daarnaast wordt hij de meest geliefde student van de universiteit. Het geluk is echter van korte duur. Hij krijgt het nieuws dat zijn vader, de koning is overleden en daarom zal hij de heerser worden van het land. Hij voelt zich nu eenzamer dan ooit en kan Kathi niet vergeten. Desondanks zal hij moeten trouwen met een prinses, die hij nauwelijks kent. Hij besluit op een dag weer Heidelberg te bezoeken en vindt het verschrikkelijk dat zijn voormalige medestudenten hem nu eren als koning in plaats van hem te behandelen als vriend.
Het verdriet van Karl wordt alleen maar groter als hij krijgt te horen dat dokter Jüttner is overleden. Hij loopt plotseling Kathi tegen het lijf en voelt zich voor het eerst in tijden weer gelukkig. Zij ziet hem namelijk nog steeds als de Karl die ze altijd heeft gekend en niet als de koning van het land. Uiteindelijk scheiden ze toch hun wegen en zien ze elkaar nooit meer terug. Karl geeft het jawoord aan prinses Ilse en accepteert zijn lot.

## Rolverdeling
| Acteur                 | Personage                |
| ---------------------- | ------------------------ |
| Ramón Novarro          | Kroonprins Karl Heinrich |
| Norma Shearer          | Kathi                    |
| Jean Hersholt          | Dokter Friedrich Jüttner |
| Gustav von Seyffertitz | Koning Karl VII          |
| Philippe De Lacy       | Jonge Karl               |
| Edgar Norton           | Lutz                     |
| Bobby Mack             | Johann Kellermann        |

## Achtergrond
Producent Irving Thalberg stelde zijn vriendin Norma Shearer aan als tegenspeler van Ramón Novarro. Omdat hij was geïnspireerd door het succes van The Merry Widow (1925), bood hij Erich von Stroheim de regietaak aan, maar hij sloeg deze af omdat hij een contract tekende bij Paramount Pictures. Hierna werd Ernst Lubitsch benaderd. Lubitsch was enthousiast over het scenario, maar vond Novarro 'te Latijns-Amerikaans' en was van mening dat Shearer niet geschikt was om een barmeid te spelen. De eerste week van de opnames zorgde dan ook voor veel problemen. Shearer had moeite te werken met een regisseur die niet graag lang voorbereidde, uit angst dat de spontaniteit zou verdwijnen. Toen Shearer klaagde bij Thalberg, legde hij haar uit dat ze veel van hem kon leren en goed naar hem moest luisteren.
De opnames werden aan het einde van april 1927 afgerond. Na de retakes in juni werd Shearer ten huwelijk gevraagd door Thalberg. Ze accepteerde het aanbod. De film betekende voor Shearer haar eerste grootse film bij Metro-Goldwyn-Mayer. Al sinds het begin bracht de studio uitbundige filmprojecten uit, maar voorheen kreeg de actrice nooit de kans in een van die films te spelen. Na uitbrengst werd de film een succes en lokte veel kijkers. Het budget was te groot om profijt te maken, maar het bracht wel $900.000 op. De recensies waren lovend over het resultaat. The New York Times schreef dat Lubitsch aan alle verwachtingen voldoet, dat Novarro natuurlijk acteert en dat Shearer aantrekkelijk was. Enkele kritiekpunten waren echter dat Novarro 'te Latijns-Amerikaans' was en dat Shearer niet 'haar hart en ziel in de film gooit'. Volgens de krant speelde Jean Hersholt het best. Het tijdschrift Life sprak daarentegen zeer positief over Novarro en schreef dat hij de beste acteerprestatie van welke acteur dan ook leverde. Ook schreef het dat Hersholt perfect was in zijn rol.
Andrew Marton, de monteur van de film, vertelde dat Lubitsch allesbehalve tevreden was over het resultaat en vond dat Karl en Kathi's relatie niet werd weergebeeld op de manier die hij zich voorstelde. Deze beoordeling kon deels te danken zijn aan zijn desastreuze samenwerking met Shearer, die volgens menig bron niet goed met hem overweg kon en daarom regelmatig zijn geduld op de proef stelde. In 1954 kwam een remake, The Student Prince genaamd.